# Agenzia bibliografica per l'istruzione superiore
L'Agenzia bibliografica per l'istruzione superiore (in francese: Agence bibliographique de l'enseignement supérieur, ABES) è un organismo pubblico a carattere amministrativo posto sotto la tutela del Ministero dell'istruzione superiore, della ricerca e dell'innovazione francofono.
Fu fondato nel 1994 per il lancio del Sistema di Documentazione Universitaria (Sudoc) e da allora è uno strumento di dialogo e collaborazione fra le biblioteche universitarie e quelle dei centri di ricerca francesi. La sede è a Montpellier.

## Struttura e organizzazione
Secondo il decreto istitutivo dell'organismo, il numero 94-921 del 24 ottobre 1994, la missione di Abes è quella di «esaminare e censire le raccolte documentarie delle biblioteche d'istruzione superiore al fine di facilitare l'accesso ai cataloghi e alle banche dati bibliografiche, così come ai documenti originali». La dotazione di organico in pianta stabile è stata progressivamente rafforzata nel corso degli anni, fino a raggiungere nel 2020 un numero di dipendenti pari a 80 unità, principalmente operativi nelle aree dell'informatica, delle biblioteche, dell'amministrazione e della contabilità. La governance dell'agenzia è affidata a un consiglio di amministrazione, che a sua volta segue le linee guida stabilite da un consiglio scientifico..
I direttori dell'ABES sono stati i seguenti, in ordine cronologico:
:
- Maggy Pézeril (1994-1997)
- Suzanne Santiago (1998-2001)
- Sabine Barral (2001-2005)
- Raymond Bérard (2006-2013)
- Jérôme Kalfon (2013-2016)
- David Aymonin (depuis 2016)[6]

## Dati
Sin dalla sua creazione, l'agenzia Abes ha gestito il Sudoc (Système universitaire de documentation), un database bibliografico alimentato dalle biblioteche d'istruzione superiore e di ricerca (ESR). Salvo alcune eccezioni, i record bibliografici sono rilasciati con una licenza gratuita (Etalab o CC0) e sono pertanto consultabile gratuitamente da chiunque. Il catalogo è pubblico e contiene più di 12 milioni di record, i quali riflettono le raccolte presenti nelle biblioteche che aderiscono all'ESR, suddivise in:
- documenti (libri, atti di convegni, film, poster) presenti nelle 1.600 biblioteche che alimentano il sistema Sudoc;
- risorse stampate (riviste, giornali) presenti nelle 3.400 biblioteche del sistema Sudoc PS;
- tesi di dottorato difese nelle università francesi a partire dal 1981;
- risorse web elettroniche (giornali, risorse ISTEX...)
- schede di autorità relative ad autori e gruppi di pubblicazioni presenti nella banca dati;
- anagrafiche delle biblioteche e dei centri di ricerca affiliati al sistema Sudoc e Sudoc PS.

Il catalogo Sudoc viene utilizzato come fonte autorevole per la stesura di bibliografie (recensioni bibliografiche), l'inserimento e la catalogazione delle opere, la fornitura di documenti tramite connessione remota nell'ambito del prestito interbibliotecario (PEB)..
I record bibliografici della banca dati SUDOC sono indicizzati anche da WorldCat.

## Servizi
Nell'ambito della sua missione di produzione collaborativa di metadati bibliografici e di sviluppo della documentazione digitale, l'agenzia Abes ha sviluppato i seguenti servizi per le biblioteche aderenti al circuito ESR:
- descrizione delle tesi di dottorato: applicazione professionale per la generazione dei metadati, l'archiviazione e la valutazione delle tesi in formato digitale (STAR - Signalement des Thèses et Archivage / STEP - Signalement des Thèses en Préparation); theses.fr, motore di ricerca per tesi di dottorato a partire dal 1985[9];

Archivi e manoscritti del personale ESR: Calames - Catalogo online degli archivi e dei manoscritti per l'istruzione superiore (Catalogue en ligne des archives et des manuscrits de l'enseignement supérieur), per eseguire ricerche documentali negli archivi enei fondi manoscritti catalogati dai centri dell'ESR. Quale strumento di catalogazione, Calames consente la codifica dei dati secondo il formato standard Encoded Archival Description (EAD), specifico per le fonti archivistiche;
- IdRef - Identifiants and Référentiels: applicazione per la creazione, modifica, lettura e riutilizzo delle schede di autorità (autori, gruppi) generate da e per le biblioteche dell'ESR;
- BACON - Base de Connaissance Nationale (Base di conoscenza nazionale): i metadati e i componenti digitali inseriti a sistema dal personale ESR sono resi disponibili come file KBart, un formato ottimizzato per il riutilizzo e la ricerca;
- supporto finanziario e logistico: supporto per piani periodici di conservazione condivisa (PCPP); progetti condivisi con il consorzio Couperin[12] in collaborazione con il programma ISTEX; accordi quadro per una politica coordinata di acquisti nel mercato nazionale tramite il Sistema di Gestione Condiviso delle Biblioteche (SGBm, Système de Gestion de Bibliothèques mutualisé).[13].

Nella cornice del programma ISTEX, l'Abes negozia in modo centralizzato le condizioni di fornitura con le case editrici scientifiche, al fine di garantire un accesso uniforme agli archivi numerosi mediante la piattaforma sviluppata in gouse dall'INIST-CNRS e sotto il cappello di un'unica comune licenza d'uso nazionale.